# Sam Bettens
Sam Bettens (Kapellen, 23 de setiembre de 1972) es un cantante belga, vocalista de la banda de rock K's Choice. 

## Biografía
Sam formó a mediados de los años 1990, la banda K's Choice con su hermano Gert Bettens. En esos momentos se definía como homosexual.
Ha colaborado en la producción de bandas sonoras y ha tocado en vivo con Tonic, Alanis Morissette y otros grupos y artistas.
Nació en Kapellen, Bélgica. Tenía una gran base de fanáticos LGBT desde el principio de su carrera con K's Choice, pero fue solo en mayo de 2002 cuando lanzó oficialmente Coming out.
En 2003, K's Choice se divide, con los hermanos Gert y Sarah, que exploran proyectos en solitario.
En 2004 debutó como solista con el EP "Go". Su primer álbum en solitario, "Scream", se lanzó en Europa el 14 de marzo de 2005 y en Estados Unidos el 23 de agosto de 2005. K's Choice se reformó en 2009 con "The new K's Choice".
En marzo de 2007, publicó un EP con el sello musical en línea Fuzz. Su segundo álbum, "Shine", que incluye nuevas mezclas de las canciones del EP Fuzz, fue lanzado en 2007. Fue producido por Brad Wood. El CD completo se distribuyó de forma gratuita con la edición del 13 de octubre del periódico flamenco "De Morgen" en Bélgica, que vendió 180,000 copias. Normalmente este periódico vende 95,000 copias.
En 2007 Bettens ganó un premio "EBBA": cada año los "European Border Breakers Awards" reconocen el éxito de diez artistas emergentes o grupos que han llegado al público fuera de sus países con su primer álbum lanzado internacionalmente. .
A finales de 2008, Bettens lanzó el álbum Never Say Goodbye, compuesto por grabaciones en vivo de K's Choice y canciones en solitario, versiones y nuevas canciones que se habían tocado en giras anteriores. El álbum solo está disponible en conciertos en su tienda en línea.
Había planes de licenciar el sencillo "Come Over Here" de su LP Scream para el episodio 409 de la serie estadounidense "The L Word". Sin embargo, los planes fallaron debido a problemas relacionados con el coautor y la etiqueta del disco de la pieza. La canción también aparece en la premier "Music With a Twist" (Sony).
Luego de tocar en el Michigan Womyn's Music Festival en 2006 como solista, formó una banda exclusivamente femenina para su actuación en 2007.
En junio de 2012 se convirtió en bombero en el Departamento de Bomberos de Johnson City. Después de un año como bombero, regresó a su carrera como músico y reformó K's Choice con su hermano Gert.

## Discografía

### Álbumes
- 2004 Go (EP)
- 2005 Scream
- 2007 Shine
- 2008 Never Say Goodbye

### Singles
- 2002 Someone To Say Hi To
- 2002 You Always Know Your Home
- 2004 Fine
- 2005 Not Insane
- 2005 Stay
- 2005 Leef
- 2006 Come Over Here
- 2006 I Need a Woman
- 2007 Daddy's Gun
- 2007 I Can't Get Out
- 2009 The Viewer (com Easyway)